# Sumvitg
Sumvitg (tot 1985 officieel in het Duits Somvix; Italiaans (verouderd): Sonvico of Sommovico) is een gemeente en plaats in het Zwitserse kanton Graubünden, en maakt deel uit van het district Surselva.
Sumvitg telt 1374 inwoners.

## Bekende inwoners
- Johann Anton von Castelberg (1751-1819), generaal in het koninkrijk Piëmont-Sardinië